# بيكيرت
البِكَرت أو (نقحرة: بيكيرت) (بالألمانية: Pickert) هو صحن بطاطا مقلية مسطحة نشأت في ويستفاليا (Westphalia) في ألمانيا. هو يمكن أَنْ يعد نوع من أنواع الفطائر المسطحة أو المغذية جداً. إن الاسم مشتق من الكلمتين الألمانيتين بيكين (picken , pecken) الأولى تعني المنخفض أو المسطح والثانية تعني "للصق الشيء بشيء آخر").

## المكونات الرئيسية
إن المكونات الرئيسية هي البطاطس المهروسة، طحين، حليب، بيض، و(عادة) زبيب، مَع القليل خميرة وملح وسكر. ثلاث بطاطات كبيرة تُنتج 10-15 بيكيرتات بحجم راحة اليد بما فيه الكفاية 4-5 أشخاص.